# Пермяки (Арбажский район)
Пермяки — деревня в Арбажском районе Кировской области. 

## География
Находится на расстоянии примерно 23 километра по прямой на север-северо-восток от районного центра поселка Арбаж.

## История
Известна с 1678 года как "Починок вновь расчищен над ключами", относился к вотчинам Вятского епископа. В 1873 году учтено было здесь (деревня Росчистная над ключами или Пермяки и Решетники) дворов 20 и жителей 137, в 1905 (починок Над ключами или Пермяки) 22 и 144, в 1926 (уже деревня Пермяки) 30 и 181, в 1950 39 и 164, в 1989 году оставалось 6 постоянных жителя. Нынешнее название утвердилось с 1939 года. До января 2021 года входила в состав Сорвижского сельского поселения до его упразднения.

## Население
Постоянное население не было учтено как в 2002 году, так и в 2010.